# 湘南湖畔
湘南湖畔（日语：ショウナンラグーン），是日本純種競賽馬匹。生涯活躍於中距離賽事，曾勝出2014年青葉賞。

## 出賽前
2011年2月23日出生於北海道洞爺湖町Lake Villa牧場，成長途中時於拍賣會上在美浦訓練中心練馬師大久保洋吉的推薦下被馬主國本哲秀以2520萬日圓購入。
其後正式交由推薦人大久保訓練。

## 競賽生涯

### 2歲
2013年8月4日出戰函館競馬場2歲新馬戰，比賽初段於中後方位置推進下在第三、四彎道開始發力上前，但於直路上因為力弱而後退，最終以第七完賽。
其後出戰2歲未勝利戰，本次比賽選擇於第六的位置展開推進，於比賽途中未有太大動作，直至進入直路後才加速衝出，最終以頭位差距戰勝取得取得首勝。

### 3歲
2014年1月19日以京成盃作為目標，選擇前行戰術下於直路大幅失速墮後，最終以第十三大敗。
其後選擇挑戰條件戰，但未能勝利並取得一亞兩季。
5月3日錯挑戰二級賽青葉賞，賽前僅取得第十人氣。比賽開始後，其未有主動衝前搶佔位置，而是以自身的節奏處於後方內欄位置，並於比賽途中一直緩慢推進。進入直路後，其方才抽出外檔位置望空並進行衝刺，最終以優秀的反應轟出後600米33.8秒的速度，在終點線前將全球震撼追過，以頭位優勢取得首個分級賽冠軍。
其後按照計劃出戰東京優駿（日本打吡），比賽初段其繼續採用留後的戰術，保持於約莫尾三的位置等待時機，並於第三彎道開始沿外檔上前。進入直路後，其再次在外檔位置展開衝刺並跑出全場最快末腳，但可惜未能扭轉局勢，以第六的戰績完賽。
進入秋季後，其以聖烈特紀念作為熱身，但因為留後加上未能在直路順利突圍，最終僅跑獲第八。
10月下旬出戰經典三冠尾關菊花賞，再度採用後上戰術下於最後直路跑出不俗的勢頭，最終加速一小段下以第五完賽。

### 4歲
2015年首戰為公開賽萬葉錦標，比賽初段保持於中團位置，進入第二圈後稍微上前，最終在直路表現不差下取得第四。
2星期後出戰二級賽美國賽馬會盃，然而於比賽途中一直停留於後方位置，由始至終未有任何加速的動作，最終以第十五大敗。
其後原定以鑽石錦標作為目標，但因左前腳出現肌腱炎而避戰並休養，同時於休養途中因為練馬師大久保洋吉到達退休年齡，其被轉往同屬美浦訓練中心的國枝榮馬房。

### 5歲
2016年7月於公開賽馬來西亞盃中復出，但於其中取得第十二。
其後戰績亦未有任何起色，均以兩位數完賽。
10月10日出戰十月錦標後，陣營安排其退役，並於10月14日取消日本中央競馬會賽駒註冊。

### 詳細賽績
| 日期       | 舉辦國家 | 馬場 | 距離   | 級別 | 賽事名稱         | 負重 | 騎師     | 馬號 | 出馬 | 名次 | 時間   | 頭馬（二馬）      |
| ---------- | -------- | ---- | ------ | ---- | ---------------- | ---- | -------- | ---- | ---- | ---- | ------ | ----------------- |
| 4/8/2013   | 日本     | 函館 | 草1800 |      | 2歲新馬          | 54   | 吉田豐   | 8    | 12   | 7    | 1:55.4 | （Bounce Shasse） |
| 21/12/2013 | 日本     | 中山 | 草2000 |      | 2歲未勝利        | 55   | 吉田豐   | 10   | 18   | 1    | 2:04.4 | （Meiner Welt）   |
| 19/1/2014  | 日本     | 中山 | 草2000 | GIII | 京成盃           | 56   | 吉田豐   | 5    | 16   | 13   | 2:02.5 | Pray and Real     |
| 23/2/2014  | 日本     | 東京 | 草2000 |      | 非洲堇賞         | 56   | 吉田豐   | 10   | 10   | 3    | 2:02.4 | Volsheb           |
| 16/3/2014  | 日本     | 中山 | 草2000 |      | 3歲500萬獎金以下 | 56   | 吉田豐   | 4    | 14   | 2    | 2:04.0 | 影子舞者          |
| 5/4/2014   | 日本     | 中山 | 草2200 |      | 山吹賞           | 56   | 吉田豐   | 3    | 16   | 3    | 2:16.0 | Tosen Matakoiya   |
| 3/5/2014   | 日本     | 東京 | 草2400 | GII  | 青葉賞           | 56   | 吉田豐   | 11   | 18   | 1    | 2:26.5 | （全球震撼）      |
| 1/6/2014   | 日本     | 東京 | 草2400 | GI   | 東京優駿         | 57   | 吉田豐   | 6    | 17   | 6    | 2:25.1 | 天下唯一          |
| 21/9/2014  | 日本     | 新潟 | 草2200 | GII  | 聖烈特紀念       | 56   | 吉田豐   | 4    | 18   | 8    | 2:12.4 | 明媚島            |
| 26/10/2014 | 日本     | 京都 | 草3000 | GI   | 菊花賞           | 57   | 吉田豐   | 6    | 18   | 5    | 3:01.8 | 東寶狐狼          |
| 5/1/2015   | 日本     | 京都 | 草3000 | OP   | 萬葉錦標         | 56   | 吉田豐   | 8    | 13   | 4    | 3:08.6 | 恒星風            |
| 25/1/2015  | 日本     | 中山 | 草2200 | GII  | 美國賽馬會盃     | 56   | 吉田豐   | 17   | 17   | 15   | 2:14.7 | Courir Kaiser     |
| 16/7/2016  | 日本     | 中京 | 草2200 |      | 馬來西亞盃       | 57   | 松若風馬 | 10   | 12   | 12   | 2:02.7 | Angreifen         |
| 20/8/2016  | 日本     | 新潟 | 草2200 |      | 日本海錦標       | 57   | 吉田豐   | 17   | 17   | 10   | 2:16.7 | Volsheb           |
| 10/10/2016 | 日本     | 東京 | 草2400 |      | 十月錦標         | 57   | 吉田豐   | 1    | 10   | 10   | 2:28.7 | 東瀛羅勒          |

## 退役後
退役後，湘南湖畔並未成為配種馬，而是於福島縣相馬市相馬中村神社休養，在2017年成為乘騎馬使用。
2019年其被轉移至千葉縣富里市的馬術俱樂部Crane千葉富里，繼續作為乘騎馬使用。

## 血統簡介
父系吉兆爲美國生產的日本賽駒，生涯戰績彪炳，曾於2002年及2003年連霸秋季天皇賞及有馬紀念。祖父Kris S.爲美國賽駒，生涯僅出戰五場賽事並勝出其中三場，但未有任何分級賽優勝紀錄。
母系Mejiro Charade為日本賽駒，生涯僅勝出一場賽事，但雌系上出自一級賽五勝的名雌目白多伯。外祖父曼城茶座爲日本賽駒，生涯於長距離賽事有良好表現，包括勝出菊花賞、有馬紀念及春季天皇賞等長距離賽事。

### 血統表
| 父線：雷弼圖系（Hail to Reason系）     |                          |               |                 |
| 種馬 吉兆 1999年（深棗色）             | Kris S. 1977年（深棗色） | 雷弼圖        | Hail to Reason  |
| 種馬 吉兆 1999年（深棗色）             | Kris S. 1977年（深棗色） | 雷弼圖        | Bramalea        |
| 種馬 吉兆 1999年（深棗色）             | Kris S. 1977年（深棗色） | Sharp Queen   | Princequillo    |
| 種馬 吉兆 1999年（深棗色）             | Kris S. 1977年（深棗色） | Sharp Queen   | Bridgework      |
| 種馬 吉兆 1999年（深棗色）             | Tee Kay 1991年（深棗色） | Gold Meridian | 西雅圖迴旋      |
| 種馬 吉兆 1999年（深棗色）             | Tee Kay 1991年（深棗色） | Gold Meridian | Queen Louie     |
| 種馬 吉兆 1999年（深棗色）             | Tee Kay 1991年（深棗色） | Tri Argo      | Tri Jet         |
| 種馬 吉兆 1999年（深棗色）             | Tee Kay 1991年（深棗色） | Tri Argo      | Hail Proudly    |
| 繁殖雌馬 Mejiro Charade 2006年（棗色） | 曼城茶座 1998年（棕色）  | 週日寧靜      | Halo            |
| 繁殖雌馬 Mejiro Charade 2006年（棗色） | 曼城茶座 1998年（棕色）  | 週日寧靜      | Wishing Well    |
| 繁殖雌馬 Mejiro Charade 2006年（棗色） | 曼城茶座 1998年（棕色）  | Subtle Change | Law Society     |
| 繁殖雌馬 Mejiro Charade 2006年（棗色） | 曼城茶座 1998年（棕色）  | Subtle Change | Santa Luciana   |
| 繁殖雌馬 Mejiro Charade 2006年（棗色） | 目白多伯 1994年（棗色）  | 目白韋仁      | Amber Shadai    |
| 繁殖雌馬 Mejiro Charade 2006年（棗色） | 目白多伯 1994年（棗色）  | 目白韋仁      | Mejiro Chaser   |
| 繁殖雌馬 Mejiro Charade 2006年（棗色） | 目白多伯 1994年（棗色）  | Mejiro Beauty | 巴索隆          |
| 繁殖雌馬 Mejiro Charade 2006年（棗色） | 目白多伯 1994年（棗色）  | Mejiro Beauty | Mejiro Nagasaki |
| 雌系：號族：10-d                       |                          |               |                 |
| 五代內近親交配：Hail to Reason 4×5     |                          |               |                 |

## 命名由來
名字中，Shonan（ショウナン）是馬主國本哲秀冠名，來自其所居住的神奈川縣湘南地域，Lagoon（ラグーン）意思即是潟湖，香港採用與潟湖意思相近的「湖畔」作為翻譯。

## 外部連結
- 湘南湖畔 netkeiba.com （页面存档备份，存于）
- 血統表 （页面存档备份，存于）